# Anna Bondár
Anna Bondár (Szeghalom, 27 de mayo de 1997) es una tenista húngara.

## Carrera
Bondár jugó principalmente torneos juveniles y de la ITF. Hasta ahora, ha ganado ocho títulos individuales y 14 dobles en el Circuito femenino de la ITF. Jugó en la Szuperliga húngara para MTK Budapest y ganó el título allí con el equipo en 2014.
Bondár hizo su debut en el equipo húngaro de la Fed Cup en febrero de 2015. En julio de 2015 ganó el Campeonato de Europa U18 en Kloster-Serneus (Suiza) cuando derrotó a Jil Teichmann 2: 6, 6: 3 y 6: 1 en la final.
El 7 de noviembre de 2021 gana el WTA 125 de Buenos Aires ante Diane Parry por 6-3, 6-3.

## Títulos WTA (2; 0+2)

### Dobles (2)
| Leyenda              |
| -------------------- |
| Grand Slam (0)       |
| Juegos Olímpicos (0) |
| WTA Finals (0)       |
| WTA 1000 (0)         |
| WTA 500 (0)          |
| WTA 250 (2)          |

| N.º | Fecha               | Torneo  | Superficie    | Pareja               | Oponentes en la final         | Resultado |
| --- | ------------------- | ------- | ------------- | -------------------- | ----------------------------- | --------- |
| 1.  | 24 de julio de 2022 | Palermo | Tierra batida | Kimberley Zimmermann | Amina Anshba Panna Udvardy    | 6-3, 6-2  |
| 2.  | 30 de julio de 2023 | Lausana | Tierra batida | Diane Parry          | Amina Anshba Anastasia Dețiuc | 6-2, 6-1  |

#### Finalista (1)
| N.º | Fecha              | Torneo | Superficie    | Pareja            | Oponentes en la final            | Resultado           |
| 1.  | 7 de abril de 2024 | Bogotá | Tierra batida | Irina Khromacheva | Cristina Bucșa Kamilla Rakhimova | 6-7(5), 6-3, [8-10] |

## Títulos WTA 125s

### Individuales (2–0)
| Resultado | Fecha                  | Torneo       | Superficie        | Oponente    | Puntaje  |
| --------- | ---------------------- | ------------ | ----------------- | ----------- | -------- |
| Campeona  | 7 de noviembre de 2021 | Buenos Aires | Tierra batida     | Diane Parry | 6-3, 6-3 |
| Campeona  | 10 de agosto de 2024   | Hamburgo     | Tierra batida (i) | Arantxa Rus | 6-4, 6-2 |

### Dobles (3–1)
| Resultado | Fecha                    | Torneos         | Superficie    | Pareja               | Oponentes                          | Resultado        |
| --------- | ------------------------ | --------------- | ------------- | -------------------- | ---------------------------------- | ---------------- |
| Campeona  | 25 de septiembre de 2022 | Budapest        | Tierra batida | Kimberley Zimmermann | Jesika Malečková Renata Voráčová   | 6-3, 2-6, [10-5] |
| Finalista | 23 de septiembre de 2023 | Parma           | Tierra batida | Kimberley Zimmermann | Dalila Jakupović Irina Khromacheva | 2-6, 3-6         |
| Campeona  | 31 de marzo de 2024      | San Luis Potosí | Tierra batida | Tamara Zidanšek      | Laura Pigossi Katarzyna Piter      | w/o              |
| Campeona  | 10 de agosto de 2024     | Hamburgo        | Tierra batida | Kimberley Zimmermann | Arantxa Rus Nina Stojanović        | 5-7, 6-3, [11-9] |

## Títulos ITF
| Leyenda             |
| ------------------- |
| Torneos de $100,000 |
| Torneos de $75,000  |
| Torneos de $60,000  |
| Torneos de $25,000  |
| Torneos de $15,000  |
| Torneos de $10,000  |

### Individual
| N.º | Fecha                    | Torneo        | Categoría    | Superficie    | Oponente final                | Resultado       |
| --- | ------------------------ | ------------- | ------------ | ------------- | ----------------------------- | --------------- |
| 1.  | 4 de mayo de 2014        | Antalya       | ITF $ 10,000 | Dura          | Olga Doroschina               | 6-3, 6-2        |
| 2.  | 24 de mayo de 2015       | Hermannstadt  | ITF $ 10,000 | Tierra batida | Madalina Gojnea               | 6-1, 4-6, 6-1   |
| 3.  | 6 de septiembre de 2015  | Bol           | ITF $ 10,000 | Tierra batida | Tena Lukas                    | 6-4, 6-2        |
| 4.  | 13 de septiembre de 2015 | Bol           | ITF $ 10,000 | Tierra batida | Magdaléna Pantůčková          | 7-5, 6-4        |
| 5.  | 25 de octubre de 2015    | Antalya       | ITF $ 10,000 | Dura          | Greet Minnen                  | 3-6, 6-2, 6-1   |
| 6.  | 30 de noviembre de 2015  | Antalya       | ITF $ 10,000 | Dura          | Alissa Michailowna Kleibanowa | 6-3, 6-4        |
| 7.  | 29 de octubre de 2017    | Iraklio       | ITF $ 15,000 | Tierra batida | Réka Luca Jani                | 6-2, 6-3        |
| 8.  | 12 de mayo de 2018       | Kaposvár      | ITF $ 15,000 | Tierra batida | Aneta Kladivová               | 6-4, 7-6 3      |
| 9.  | 21 de octubre de 2018    | Sevilla       | ITF $ 25,000 | Tierra batida | Başak Eraydın                 | 6-2, 5-7, 6-2   |
| 10. | 20 de enero de 2019      | Daytona Beach | ITF $ 25,000 | Tierra batida | Francoise Abanda              | 6-73, 7-65, 7-5 |

### Dobles
| N.º | Fecha                    | Torneo        | Categoría   | Superficie    | Pareja                  | Oponentes                                        | Resultado        |
| --- | ------------------------ | ------------- | ----------- | ------------- | ----------------------- | ------------------------------------------------ | ---------------- |
| 1.  | 7 de noviembre de 2014   | Iraklio       | ITF $10.000 | Dura          | Dalma Gálfi             | Martina Bašić · Tena Lukas                       | 4-6, 6-3, [10-8] |
| 2.  | 5 de diciembre de 2014   | Tel Aviv      | ITF $10.000 | Dura          | Ilka Csöregi            | Anna Bogoslavets · Ester Masuri                  | 6-1, 6-3         |
| 3.  | 14 de marzo de 2015      | Solarino      | ITF $10.000 | Dura          | Dalma Gálfi             | Sofiya Kovalets · Janina Toljan                  | 6-3, 6-2         |
| 4.  | 25 de abril de 2015      | Iraklio       | ITF $10.000 | Dura          | Lisa-Maria Moser        | Fatma Al Nabhani Sharrmadaa Baluu                | 6-3, 7-5         |
| 5.  | 22 de mayo de 2015       | Hermannstadt  | ITF $10.000 | Tierra batida | Ana Bianca Mihaila      | Mihaela Ghioca · Iuliana Oante                   | 6-4, 6-4         |
| 6.  | 17 de octubre de 2015    | Antalya       | ITF $10.000 | Dura          | Rebeka Stolmár          | Cristina Sánchez-Quintanar · Daiana Negreanu     | 6-1, 2-6, [10-5] |
| 7.  | 30 de noviembre de 2015  | Antalya       | ITF $10.000 | Tierra batida | Rebeka Stolmár          | Sopia Kwazabaia · Julyette Maria Josephine Steur | 2-6, 6-4, [10-2] |
| 8.  | 20 de agosto de 2017     | Graz          | ITF $15.000 | Tierra batida | Réka Luca Jani          | Jana Jablonovská · Natália Vajdová               | 6-4, 6-3         |
| 9.  | 28 de octubre de 2017    | Iraklio       | ITF $15.000 | Tierra batida | Réka Luca Jani          | Michaela Boev · Anna Ukolova                     | 6-4, 6-2         |
| 10. | 5 de noviembre de 2017   | Iraklio       | ITF $15.000 | Tierra batida | Réka Luca Jani          | Ioana Gaspar · Bojana Marinkovic                 | 6-4, 2-6, [10-8] |
| 11. | 16 de marzo de 2018      | Iraklio       | ITF $15.000 | Tierra batida | Réka Luca Jani          | Emma Laine · Sabrina Santamaria                  | 7-5, 6-2         |
| 12. | 4 de mayo de 2018        | Balatonboglár | ITF $25.000 | Tierra batida | Raluca Georgiana Șerban | Ágnes Bukta · Dalma Gálfi                        | 6-1, 7-62        |
| 13. | 11 de mayo de 2018       | Kaposvár      | ITF $15.000 | Tierra batida | Panna Udvardy           | Julija Lysa · Marija Marfutina                   | 7-66, 6-1        |
| 14. | 10 de agosto de 2018     | Koksijde      | ITF $25.000 | Tierra batida | Raluca Georgiana Șerban | Dea Herdželaš · Tereza Mihalíková                | 6-3, 6-0         |
| 15. | 20 de enero de 2019      | Daytona Beach | ITF $25.000 | Tierra batida | Ulrikke Eikeri          | Hailey Baptiste Emina Bektas                     | 6-3, 5-7, [11-9] |
| 16. | 8 de septiembre de 2019  | Zagreb        | ITF $60.000 | Tierra batida | Paula Ormaechea         | Hailey Baptiste Emina Bektas                     | 7-5, 7-5         |
| 17. | 16 de febrero de 2020    | Trnava        | ITF $25.000 | Dura (i)      | Tereza Mihalíková       | Amina Anshba Anastasia Dețiuc                    | 6-4, 6-4         |
| 18. | 20 de septiembre de 2020 | Grado         | ITF $25.000 | Dura (i)      | Fanny Stollár           | Federica Di Sarra Camilla Rosatello              | 7-5, 6-2         |
| 19. | 17 de enero de 2021      | Hamburgo      | ITF $25.000 | Dura (i)      | Amandine Hesse          | Amina Anshba Kimberley Zimmermann                | 6-4, 6-4         |
| 20. | 9 de mayo de 2021        | Praga         | ITF $25.000 | Tierra batida | Kimberley Zimmermann    | Xenia Knoll Elena-Gabriela Ruse                  | 7-65, 6-2        |